# Arconovaldo Bonaccorsi
Arconovaldo Bonaccorsi  (Bolonia, 21 de agosto de 1898 - Roma, 2 de julio de 1962), conocido como Conde Rossi, Aldo Rossi, León de Son Servera, fue un político, militar y abogado de ideología fascista, miembro de los Camisas Negras y del Corpo Truppe Volontarie (CTV). Fue famoso por sus excentricidades y su actuación en la represión franquista -acusado de fusilamientos y violaciones- en Mallorca al inicio de la guerra civil española en 1936. Realizó el prólogo del libro «Mallorca contra los rojos» del periodista y combatiente fascista Ferrari Billoch.
Personaje polémico y violento, Joan Pla dijo de él que fue responsable en ese momento de la muerte de entre 2000 y 3000 víctimas en seis meses, el equivalente fascista en Mallorca al crimen de la matanza de Paracuellos en Madrid. Georges Bernanos, escritor francés residente en la isla entre 1936 y 1937 describió la cruenta represión en su libro Los grandes cementerios bajo la luna (1938): «En Mallorca, se fusila como se deforesta». Su hijo Yves Bernanos formó parte junto a otros jóvenes de la clase alta mallorquina en el adiestramiento del grupo paramilitar conocido como Los dragones de la muerte, dirigido por Bonaccorsi.
Después de aprobarse la ley de Memoria Histórica, distintos municipios de Mallorca como Son Servera o Alcudia que hicieron Hijo Adoptivo a Bonaccorsi durante 1936, han eliminado el título honorífico.

## Biografía
Nacido el 21 de agosto de 1898 en Bolonia.

### Primera Guerra Mundial y el ascenso del fascismo
Durante 1914 estalla la Primera Guerra Mundial donde Italia participa y con el fin de la guerra en 1918, el país está radicalizado. Un antiguo socialista, reconvertido en nacionalista y populista, Benito Mussolini, crea en Milán los grupos armados de los Fasci Italiani di Combattimento en 1919, germen inicial del futuro Partido Nacional Fascista.  
Bonaccorsi participó con los Alpini en la Primera Guerra Mundial, combatió en la batalla del monte Ortigara en la región de Trentino-Alto Adigio que supuso una dura derrota italiana. Fue hecho prisionero y permaneció confinado durante catorce meses en un campo de concentración.  
En 1919, Bonaccorsi llega a Milán y al igual que otros veteranos militares italianos, se incorpora al movimiento fascista en el que irá ascendiendo y obteniendo mayores responsabilidades políticas. Sus acciones violentas ganarán fama en la región de Emilia-Romaña, donde se le acusa de dar palizas entre otros, a disidentes fascistas. En 1922 participa en la Marcha de Roma como líder de los fascistas de Bolonia. En 1928 se gradúa en la prestigiosa Universidad de Bolonia como abogado y pronto comienza a trabajar como defensor de fascistas italianos acusados de algún delito. En los siguientes años se casa y tiene tres hijos. 

### La represión fascista durante la guerra civil en Mallorca
En julio de 1936, empieza la guerra civil española, preludio de la Segunda Guerra Mundial. El golpe de Estado militar contra el gobierno de la República Española no tiene éxito en las principales ciudades y gran parte del país sigue bajo control del gobierno.  
En el archipiélago balear la rebelión de fuerzas militares tiene éxito en las islas de Ibiza, Formentera y Mallorca aunque en la isla de Menorca fracasa y mantiene el gobierno republicano. Aunque las islas baleares no son a priori de gran importancia para el gobierno de Madrid ya que no cuenta con fuerzas militares de importancia, la Generalidad de Cataluña sí las quiere recuperar con un fin propagandístico. Para el gobierno de Mussolini, las islas están en una situación fácil, cerca de los puertos italianos y lejos de las zonas de conflicto más importante de la península y en una situación estratégica de rutas marítimas entre Italia, Reino Unido y Francia y las colonias europeas en torno al mar Mediterráneo. Las islas podían ser útiles como base aérea y naval italianas en caso de una guerra que estaba incipiente.  
El 16 de agosto, dirigidos por el capitán Alberto Bayo, se produce con éxito el desembarco de Mallorca en Porto Cristo, por parte de fuerzas republicanas y voluntarios llegados de Barcelona. Ocupan rápidamente y sin esfuerzo una franja costera al sur de la isla y se preparan para atacar Manacor y consolidar así la iniciativa para recuperar la isla. Formentera primero e Ibiza después cayeron fácilmente bajo el control republicano. 
El gobierno italiano del dictador Mussolini, ante una situación que podía ser propicia y una petición formal del marqués de Zayas y el apoyo financiero de Juan March Ordinas, máximo representante de Falange Española en Mallorca, reclamando ayuda militar y humana, envía en avión a Bonaccorsi -mediante el ministro de Asuntos Exteriores italiano, el Conde Ciano-  como consejero militar y apoyo, al frente de una fuerza compuesta por camisas negras y oficiales del ejército regular y para ejercer como procónsul italiano en las Baleares. Junto a él, fue enviada una pequeña escuadrilla de cazas y bombarderos, y una pequeña tropa militar de aviadores que empiezan a llegar a la isla a finales de agosto. A finales de agosto, instala su cuartel general en el Hotel Mediterráneo donde forma un cuerpo paramilitar de voluntarios con hasta medio centenar de estudiantes o miembros de la Falange Española de las JONS con el nombre de Los Dragones de la Muerte. Su segundo cabeza, tras Bonacorsi, fue el médico Mateu Palmer, que ya era jefe de las milicias de la Falange. Llevaban la cabeza rapada y sus insignias eran una calavera y unas tibias de plata, que se ponían sobre la camisa azul. El 3 de septiembre del 1936 participaron en la ocupación del monte de Son Corb en Son Servera.
El 1 de septiembre con los refuerzos de Bonaccorsi, que se hacía llamar «General Conde Rossi» (rossi -rojo- por su barba pelirroja), se inicia el contrataque para bloquear y expulsar finalmente a los republicanos. Bonaccorsi y el comandante de la aviación italiana dispuesta en Mallorca, Luigi Cirelli, además de otros militares italianos, miembros falangistas locales y varios cientos miembros del cuerpo de carabineros y de la Guardia Civil se imponen en la contraofensiva y bloquean a las fuerzas republicanas que no cuentan con ningún refuerzo importante.
Dos días más tarde llegan a la isla, algunos desmontados a bordo del barco de vapor italiano Morandi, tres bombarderos trimotores y tres cazas italianos como escolta, que servirán para posteriormente tener la superioridad aérea en Baleares. El armamento proporcionado se acabaría concretando en seis hidroaviones, tres Macchi M.41 y tres Savoia-Marchetti S.55X, tres bombarderos Savoia-Marchetti SM.81, y tres cazas Fiat C.R.32, además de combustible de aviación, además de artillería antiaérea, municiones y armas ligeras. 
El 4 de septiembre, tras tres semanas y unas 1.700 bajas en combate, el gobierno de Largo Caballero ordenó a Bayo abandonar Mallorca. Durante la retirada, los combatientes capturados o que no pudieron reembarcar, fueron fusilados y enterrados en varias fosas comunes la más grande de todas en la playa de Sa Coma, en San Lorenzo del Cardezar. En 2019 se realizó un documental coproducido por IB3 y TV3 titulado «Milicianas» donde da a conocer un grupo de cinco jóvenes combatientes femeninas capturadas con el brazalete de la Cruz Roja, violadas en la Escuela Graduada de Manacor ese 4 de septiembre de 1936. A las 11 de la mañana del día siguiente, en el cementerio de Son Coletes de la misma localidad fueron fusiladas y enterradas en una fosa común.
El 20 de septiembre desembarcó y ocupó la isla de Ibiza sin resistencia, aunque solo llegó a estar un día. Allí en el Casino de Ibiza, junto al primer comandante militar africanista y responsable de la Legión en Mallorca, Antonio Montis, jefe de la Legión de Mallorca, presidió el fusilamiento del teniente Miguel Tuells Riquer. Bonaccorsi ya se había hecho famoso en Mallorca por repetir la frase «Todos los rojos fusilados» (Tutti i rossi fucilati), tenía además la costumbre de fotografiar a los prisioneros antes de su fusilamiento. En las cartas reservadas de Mussolini, la policía secreta italiana OVRA  señala que «el comportamiento de Bonaccorsi es horrible y no hace otra cosa que masacrar a prisioneros».

"Cavaliere dell'Ordine militare di Savoia": Con increíble audacia y coraje en solamente 16 días arrancaba al enemigo, 4 veces más fuerte en tropas, las islas de Mallorca, Ibiza y Formentera....(«Con magnifica audacia, indomabile valore e grande perizia, in soli sedici giorni strappava al nemico quattro volte superiore di numero, le isole di Mallorca, Ibiza e Formentera....»)— Isole Baleari 25 agosto-16 settembre 1936.
Condecoración oficial italiana con dedicatoria a Bonaccorsi

Bajo sus órdenes se legalizó, utilizando un sello con el lema «General Aldo Rossi. Ejército Anticomunista. Palma» y el logo de Falange, los billetes del Banco de España con el valor de 50 pesetas de la emisión de 15 de agosto de 1928 con la efigie de Diego Velázquez. Durante su presencia en Mallorca, llevó a cabo una frenética labor de propaganda a través de sus discursos por pueblos y en actos. Fue protagonista de un documental, hoy perdido, realizado en Manacor y llamado «León de Son Servera» simulando la batalla del Conde Rossi y su fuerza paramilitar para expulsar a las fuerzas republicanas de Porto Cristo, rodado días después. 
Ante la presión de la diplomacia inglesa con el cónsul Alan Hillgarth y la decisión de Francisco Franco de suprimir la presencia fascista italiana en las islas baleares, disolvió las milicias, envío a Ramón Franco para controlar la isla y rechazo el plan Italiano de conquistar Menorca. Bonaccorsi tuvo que volver a Italia el 23 de diciembre de 1936 por orden del Ministro de Exteriores el Conde Ciano. 
Poco después en 1937 fue enviado a Sevilla, para servir de inspector del Cuerpo de Tropas Voluntarias italianas para participar en la batalla de Málaga. Arconovaldi Bonaccorsi recibió de Franco la medalla Gran Cruz del Mérito Militar con distintivo rojo por sus acciones en conflicto bélico.

### Destierro a Etiopía y prisionero
Posteriormente tras el fin de la guerra, regresó a Italia, siendo destinado o desterrado -por la distancia e interés para con la metrópoli- al África Oriental Italiana también conocida como Abisinia (actual Etiopía) como inspector de las milicias italianas. Allí, durante la Segunda Guerra Mundial, Bonaccorsi fue capturado por el ejército del Reino Unido en 1941, siendo recluido en un campo de concentración de hasta el final de la guerra. Bonaccorsi se convirtió en uno de los pocos militares que en la Segunda Guerra Mundial recibió condecoraciones militares de tres naciones fascistas: la Italia fascista, la Alemania nazi y de la dictadura de Franco en España.

### Durante la posguerra
Cuando al terminar la guerra volvió a Italia, intentaron procesarle por haber intervenido en el asesinato de un diputado socialista pero no llegó a ser juzgado. En 1949 fundó y fue presidente de la «Asociación Nacional de Combatientes Italianos de España». 
En 1959 ejercía de abogado y estaba afiliado el partido neofascista Movimiento Social Italiano.
En 1957 regresó a Madrid para recibir un homenaje del general Franco, recibiendo el apodo de «Cruzado en camisa negra».
Murió en Roma el 2 de julio de 1962. Cuando falleció, su funeral lo celebró el mismo sacerdote que le hizo de intérprete en Mallorca, el sacerdote mallorquín Julián Adrover Llaneras.